# Dáša Vokatá
Daša Vokatá (née le 27 janvier 1954 à Karviná) est une auteure-compositrice-interprète tchèque.

## Biographie
Vokatá passe son enfance à Ostrava. Elle est diplômée d'une école secondaire de chimie et a commencé à travailler comme assistante de laboratoire à l'usine sidérurgique de Vítkovice. En 1976, son père, déçu de l'avenir politique, se suicide. Elle parcourt le pays. Elle rencontre alors son futur mari, Zdeněk Vokatý, connu sous le surnom de "Londýn", avec qui elle aura deux enfants. Elle rencontre également d'autres dissidents et musiciens de The Plastic People of the Universe, installés en province à Rychnov. Après le procès Plastiky en 1976 et l'adoption de la Charte 77, le harcèlement du StB s'intensifie, de sorte qu'ils sont finalement contraints de quitter Rychnov. Après plein de déménagements et de licenciements, la famille s'installe dans l'appartement de Václav Havel, alors emprisonné, puis est expulsée de la Tchécoslovaquie ; la mère et les grands-parents maternels de Daša Vokatá se suicident ensuite.
Elle part avec sa famille en 1980 pour l'Autriche, où elle vit encore aujourd'hui en alternance. Dans les années 1980, elle enregistre chez Radio Free Europe/Radio Liberty et sort son premier album Láska. Après 1989, elle retourne occasionnellement en République tchèque, où elle se produit notamment au Trutnov Open Air Festival. Elle vit avec le poète Ivan Martin Jirous pendant vingt ans jusqu'à sa mort en 2011. En 2000, elle sort son premier CD éponyme. L'album, qu'elle enregistre avec Oldřich Kaiser, son partenaire de vie depuis 2011, sort au printemps 2014 sous le nom de Dva divoký koně. En 2020, elle épouse secrètement Oldřich Kaiser à Vienne.

## Discographie
- Láska (1985)
- Dáša Vokatá (2000)
- Bojovníci snů (2008)
- Najdi místo pro radost (2011)
- Dva divoký koně (2014)
- Perly sviním (2020)